# Janusz Marzec
Janusz Jerzy Marzec (ur. w 1951 w Sosnowcu) – polski inżynier elektronik, profesor nauk technicznych, wykładowca akademicki Politechniki Warszawskiej, kierownik Zakładu Elektroniki Jądrowej i Medycznej w Instytucie Radioelektroniki i Technik Multimedialnych. Jego specjalność naukowa to automatyka, elektronika i elektrotechnika.

## Życiorys
Tytuł magistra inżyniera w zakresie elektroniki uzyskał w 1975 roku, stopień naukowy doktora nauk technicznych uzyskał w roku 1983, stopień naukowy doktora habilitowanego nauk technicznych uzyskał w 2003 roku na Wydziale Elektroniki Politechniki Warszawskiej. W czerwcu 2022 roku uzyskał tytuł profesora. 
Od 2008 roku jest członekiem Rektorskiej Komisji Dyscyplinarnej PW. 
W 2017 roku został nagrodzony Medalem Komisji Edukacji Narodowej. Od tego samego roku pełni funkcję kierownika Zakładu Elektroniki Jądrowej i Medycznej w Instytucie Radioelektroniki PW.
Dwukrotnie nagradzany nagrodą zespołową J.M. Rektora Politechniki Warszawskiej: w 2013 roku nagroda I Stopnia za osiągnięcia naukowe, natomiast w 2022 roku nagroda II Stopnia za osiągnięcia organizacyjne.
Obszar jego zainteresowań naukowych to między innymi zagadnienia spektrometrii promieniowania rentgenowskiego i jądrowego, detektory pojedynczych fotonów, a także nowoczesna elektronika oraz algorytmy przetwarzania sygnałów i kompresja danych w fizyce wysokich energii. Jest autorem lub współautorem ponad 150 publikacji naukowych i 1 patentu. Wypromował 4 doktorów nauk.